# Vladimireuca, Sîngerei
Vladimireuca este un sat din cadrul comunei Copăceni din raionul Sîngerei, Republica Moldova.